# Down Home (Zoot Sims)
Down Home è un album di Zoot Sims, pubblicato dalla Bethlehem Records nel 1961. Il disco fu registrato nel luglio del 1960 a New York City, New York (Stati Uniti).

## Tracce
Lato A
1. Jive at Five – 5:15 (Count Basie, Harry Edison)
2. Doggin' Around – 4:35 (Edgar Battle, Herschel Evans)
3. Avalon – 4:28 (Al Jolson, Buddy DeSylva, Vincent Rose)
4. I Cried for You – 6:50 (Abe Lyman, Arthur Freed, Gus Arnheim)

Lato B
1. Bill Bailey – 5:13 (Hughie Cannon)
2. Goodnight Sweetheart – 4:20 (James Campbell, Ray Noble, Reginald Connelly)
3. There'll Be Some Changes Made – 5:20 (Billy Higgins, W. Benton Overstreet)
4. I've Heard That Blues Before – 5:25 (Zoot Sims)

Edizione CD del 2000, pubblicato dalla Toshiba EMI Ltd Records
1. Jive at Five – 5:16 (Count Basie, Harry Edison)
2. Doggin' Around – 4:36 (Edgar Battle, Herschel Evans)
3. Avalon – 4:25 (Al Jolson, Buddy DeSylva, Vincent Rose)
4. I Cried for You – 6:48 (Abe Lyman, Arthur Freed, Gus Arnheim)
5. Bill Bailey – 5:14 (Hughie Cannon)
6. Goodnight Sweetheart – 4:19 (James Campbell, Ray Noble, Reginald Connelly)
7. There'll be Some Changes Made – 5:19 (Billy Higgins, W. Benton Overstreet)
8. I've Heard That Blues Before – 5:24 (Zoot Sims)
9. There'll be Some Changes Made – 6:43 (Billy Higgins, W. Benton Overstreet) – Bonus Track - Alt. Take
10. Jive at Five – 6:13 (Count Basie, Harry Edison) – Bonus Track - Alt. Take
11. Doggin' Around – 3:34 (Edgar Battle, Herschel Evans) – Bonus Track - Alt. Take
12. Avalon – 4:07 (Al Jolson, Buddy DeSylva, Vincent Rose) – Bonus Track - Alt. Take
13. Goodnight Sweetheart – 5:08 (James Campbell, Ray Noble, Reginald Connelly) – Bonus Track - Alt. Take
14. Bill Bailey – 5:02 (Hughie Cannon) – Bonus Track - Alt. Take

## Musicisti
- Zoot Sims - sassofono tenore
- Dave McKenna - pianoforte
- George Tucker - contrabbasso
- Dannie Richmond - batteria[6]